# Quận Hamilton, Florida
Quận Hamilton là một quận thuộc tiểu bang Florida, Hoa Kỳ. Quận lỵ đóng ở Jasper6. 
Dân số theo điều tra năm 2000 của Cục điều tra dân số Hoa Kỳ là 13.327 người.

## Địa lý
Theo Cục điều tra dân số Hoa Kỳ, quận này có diện tích 1340 km2, trong đó có 14 km2 là diện tích mặt nước.